# Ulryk z Cluny
Ulryk z Cluny (łac. Udalricus Cluniacensis) znany także m.in. jako Ulryk z Zell (ur. ok. 1029 w Ratyzbonie, zm. 14 lipca ok. 1093 w St. Ulrich) – benedyktyn z Cluny, lokalnie w Badenii czczony jako święty, niekanonizowany. Okresowo był przeorem, lub przedstawicielem opata Cluny, klasztorów w Marcigny, Rüeggisberg i Payerne. W 1079 r. wysłany do księstwa Alemanii, aby wzmocnić wpływy kluniackie w tym obszarze niemieckojęzycznym. Do niezamieszkałej doliny rzeczki Möhlin w południowym Schwarzwaldzie przeniósł zgromadzenie benedyktyńskie, które pod jego przeorstwem rozwinęło się w lokalnie ważny klasztor, nazwany później jego imieniem – St. Ulrich im Schwarzwald, gdzie zmarł. Za wstawiennictwem biskupa Cluny Hugona przeniesiono jego zwłoki z klasztornego cmentarza do kościoła i złożono przed ołtarzem, co stworzyło warunki do powstania lokalnego kultu jego osoby jako świętego. Autor jednego z pierwszych zapisów kluniackich zwyczajów klasztornych Consuetudines Cluniacenses.

## Imiona
Ulryk występuje w historycznych źródłach pod łacińskim imieniem Udalricus, a w tekstach niemieckojęzycznych pod dwoma imionami: Ulrich lub Udalrich. Jego imię łączone jest z kilkoma miejscami jego aktywności monastycznej, stąd znany jest jako Ulryk z Zell (łac. Udalricus Cellensis, niem. Ulrich von Zell), Ulryk z Cluny (łac. Udalricus Cluniacensis, niem. Ulrich von Cluny), Ulryk z Ratyzbony (niem. Ulrich von Regensburg). To ostatnie określenie zaproponował w latach 70. XIX w. historyk Sigmund von Riezler jako takie, które miałoby odróżniać kluniackiego mnicha od św. Ulryka z Augsburga, biskupa diecezji augsburskiej. Ernst Hauviller, autor wieloźródłowej biografii Ulryka, optował zdecydowanie za łączeniem Ulryka z Cluny argumentując, że to właśnie miejsce, a nie inne ukształtowało jego osobowość i nadało kierunek całemu jego życiu. Ponadto w niemieckojęzycznym obszarze znany też jako Ulrich vom Möhlintal, Ulrich von Grüningen i Ulrich vom Breisgau.

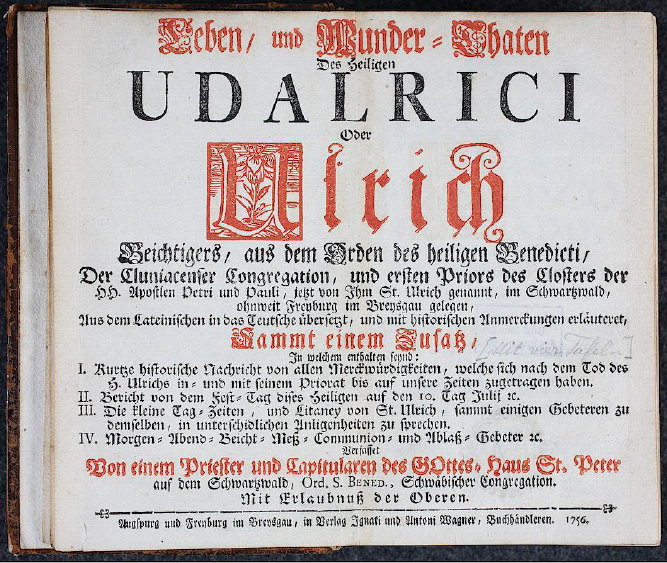
Pierwsza strona hagiograficznej biografii Ulricha z Cluny, dzieła z 1756 r. autorstwa opata klasztoru św. Piotra w Schwarzwaldzie P.J. Steyrera

## Dane biograficzne
Głównymi – jak mówi Hauviller, autor biografii Ulrich von Cluny z 1896 r. – źródłami informacji na temat życia i działalności Ulryka są dwa dzieła o charakterze zdecydowanie hagiograficznym. Pierwsza, tzw. vita prior – Vita prior s. Udalrici prioris Cellensis – spisana przez nieustalonego autora niedługo po śmierci Ulryka i zachowana jedynie we fragmentach, oraz druga, tzw. vita posterior, nosi tytuł Vita prior s. Udalrici prioris Cellensis i powstała między 1109 a 1120 r. w kręgu Pawła z Bernried. Hasło dotyczące Ulryka w Geschichtsquellen des deutschen Mittelalters mówi o nieznanym z imienia autorze drugiej, a pierwszą przypisuje Pawłowi z Bernried i datuje na 1093 r. Wilhelm Stratmann w broszurze wydawnictwa Schnell & Steiner wymienia benedyktyńskiego mnicha o nazwisku Gabriel Bucelin, historyka i historiografa, który, spisując w połowie XVII w. dzieje założeń benedyktyńskich w diecezji konstancjańskiej, miał mieć podobno jeszcze dostęp do pełnego tekstu Pawła z Bernried, toteż mógł napisać obszerniej o Ulryku. W 1756 r. ukazało się niemieckie tłumaczenie łacińskiej biografii Ulryka Leben und Wundertaten des hl. Ulrich, Beichtigers, OSB., der Cluniacenser Congregation, und ersten Priors des Klosters St. Ulrich im Schwartzwald (...) / Aus dem Lateinischen in das Teutsche übersetzt, und mit historischen Anmerckungen erläuteret. Verfasset Von einem Priester und Capitularen des Gottes-Haus St. Peter auf dem Schwartzwald, którego autorem był przedostatni opat klasztoru św. Piotra w Schwarzwaldzie Philipp Jakob Steyrer. W ostatnich latach XIX w. ukazała się obszerna biografia Ulryka, którą nowsza krytyka chwali za dogłębne przestudiowanej i udostępnienie tekstów źródłowych: Ulrich von Cluny. Ein biographischer Beitrag zur Geschichte der Cluniacenser im 11. Jahrhundert (paptrz Bibliografia). Ernst Hauviller przedstawił ją najpierw jako dysertację doktorską na uniwersytecie berlińskim w 1896 r. Napisana jako tekst akademicki, a więc z założenia bezstronny, zawiera też wielokrotne wzmianki na temat tekstów vita prior i vita posterior jako stworzonych w nieobiektywnym, tendencyjnie wypaczającym fakty stylu właściwym dla biografii osób uznanych, lub mających być uznane, przez Kościół za święte. Jego analizy kontekstów historycznych obu vitae nie doprowadziły do wskazania ich autorów, także autor piszący sto lat później krótko o Ulryku, fryburski historyk Hugo Ott, podkreślał wciąż aktualną potrzebę pogłębionych studiów w tej dziedzinie. Stąd niektóre wydarzenia w życiu Ulryka, opisane w vita prior i vita posterior, a następnie powielane przez późniejszych biografów, mogą – jak podkreślają Hauviller i Ott – być produktem fantazji ich autorów. Esej Otta „Probleme um Ulrich von Cluny” naświetlają kilka z tych problematycznych zagadnień. Z powodu braku lub niejasności dostępnych informacji na temat życia i działalności Ulryka z Cluny występują w źródłach, także w autorytatywnych leksykonach (patrz bibliografia poniżej), nawet znaczne rozbieżności zarówno co do dat, jak i samych działań Ulryka i ich kontekstu historycznego.

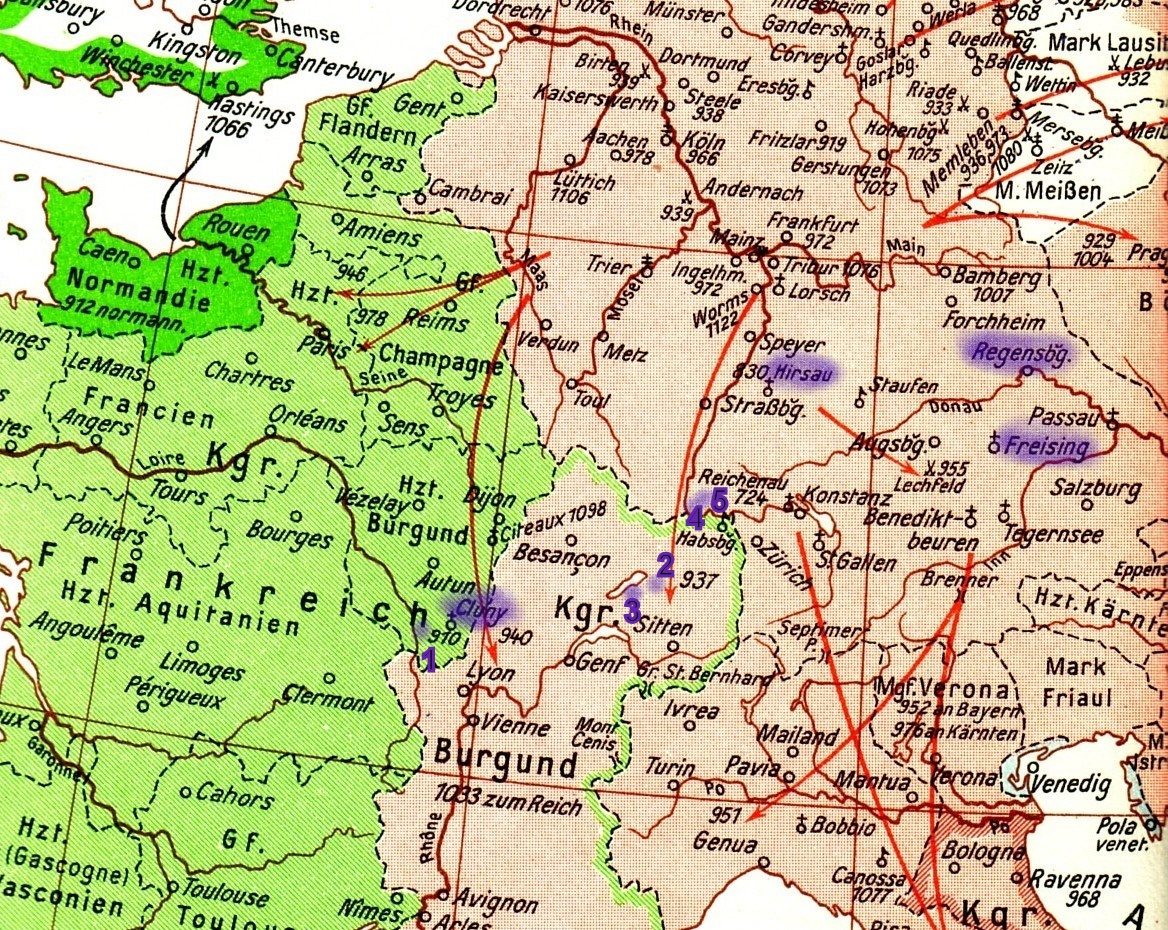
Miejsca w XI-wiecznej Europie ważne w biografii Ulryka z Cluny. Oprócz zaznaczonych kolorem nazw były to też: 1. Marcigny, 2. Rüeggisberg, 3. Payerne (Peterlingen), 4. Grüningen (Oberrimsingen), 5. Zell (Sankt Ulrich).

## Życiorys

### Okres ratyzboński

#### Pochodzenie i młodość (1029-1044)
Urodził się najprawdopodobniej na samym początku 1029 r. w Ratyzbonie jako syn Bawarczyka Bernolda i pochodzącej ze Szwabii Bukki (Bucca). Biografie zgodnie podają, że jego ojcem chrzestnym był późniejszy cesarz Henryk III, który w wieku 12 lat, jako oficjalny następca tronu, towarzyszył ojcu w marcu i kwietniu 1029 r. w oficjalnych pobytach i uroczystościach w Ratyzbonie. Idąc za vita prior, takie źródła jak Ökumenisches Heiligenlexikon w swoim artykule redakcyjnym i broszura wydawnictwa Schnell & Steiner z serii „Hagiographie / Ikonographie / Volkskunde”  podają, że matka Ulryka była spokrewniona z biskupem Augsburga Ulrykiem, natomiast wywód Otta pokrywa się z przekonaniem Hauvillera, że wcześni biografowie Ulryka to pokrewieństwo po prostu wymyślili, aby przydać spisywanym vitae więcej blasku. Wiadomo, że wujem matki Ulryka był Gebhard, kanonik przy kościele biskupim w Augsburgu, który w 1023 r. został jako Gebhard II biskupem Ratyzbony, i że to on udzielił rodzicom Ulryka ślubu. Nie wiadomo dokładnie, kim był ojciec Ulryka, przeważnie wiązany jest z ratyzbońskim zamożnym patrycjatem, wywodzącym się z królewskich ministeriałów. Niewykluczony byłby też jego status osiadłego w Ratyzbonie szlachcica, nobilitowanego urzędnika księstwa bawarskiego (Amtsadel). Jego status musiał być z pewnością wysoki, wzmocniony więzami rodzinnymi z hierarchią kościelną, by dopuścić bezpośrednią bliskość do Henryka III. Brat Bernolda Nitker (zwany też Nitger) został, za królewskim wstawiennictwem, w 1039 r. mianowany biskupem diecezji ze stolicą we Freisingu. Ulryk nie był dzieckiem pierworodnym; vita prior wzmiankuje, że po śmierci kolejnych dzieci Bernold i Bucca złożyli ślub przy grobie św. Magnusa, że jeśli doczekają się syna, a ten dożyje wieku chłopięcego, oddadzą go w służbę Kościoła. Uzdolnionego, jak mówią źródła, i chętnego do nauki chłopca oddano do szkoły przy benedyktyńskim klasztorze St. Emmeram w Ratyzbonie, w owym czasie słynnej i kształcącej synów z najlepszych rodzin. Tam poznał trzy lata od niego starszego Wilhelma, późniejszego opata klasztoru w Hirsau, a ich kontakty i przyjaźń trwały aż do śmierci. Najwcześniejsze vitae podkreślają wybitną łatwość nauki Ulryka przy równoczesnej skromności i skłonności do ascezy, czego dowodem jest późniejsza, wzmiankowana w vita prior samokastracja, która przyniosła mu określenie Christi eunuchus. Po ukończeniu nauki na poziomie kwadrywium otrzymał święcenia niższe, być może aż do subdiakonatu, i jako 15-latek, na początku 1043 r., został włączony do capella regia, by w krótkim czasie zyskać szczególną przychylność cesarzowej Agnieszki. Pozycja kapelana przy dworze otwierała w owym czasie drogę ku najwyższym stanowiskom kościelnym, ale pobożny i uduchowiony Ulryk, jako jedyny pośród cesarskich kapelanów zwolennik ruchu w duchu reformy kluniackiej, wycofał się wkrótce z życia przy dworze. W vita prior jako powód opisana jest jego głęboka niechęć do próżności życia dworskiego, na którym miał się czuć niczym „Daniel na dworze królewskim Nabuchodonozora”. Odwołując się do tej biblijnej analogii, historyk Tobias Hoffmann zwraca jednocześnie uwagę, że przeciwstawianie grzeszności i próżności życia dworu cnotom i pobożności przebywającym na nim osobom duchownym służyły apologetom do wyniesienia tych drugich. Hauviller i Stratmann podają inną przyczynę opuszczenia dworu przez Ulryka, a mianowicie wykrycie spisku, w którym jego ojciec, Bernold, i stryj, Macthun, w pakcie z węgierskim uzurpatorem do tronu Ovo planowali poprzez mord usunięcie od tronu Henryka III, stojącego po stronie prawowitego króla Piotra, swojego zresztą lennika. Po tym, jak Bernold i Macthun w 1044 r. zostali skazani na śmierć za zdradę stanu, nie mógł Ulryk dłużej pozostawać na dworze królewskim.

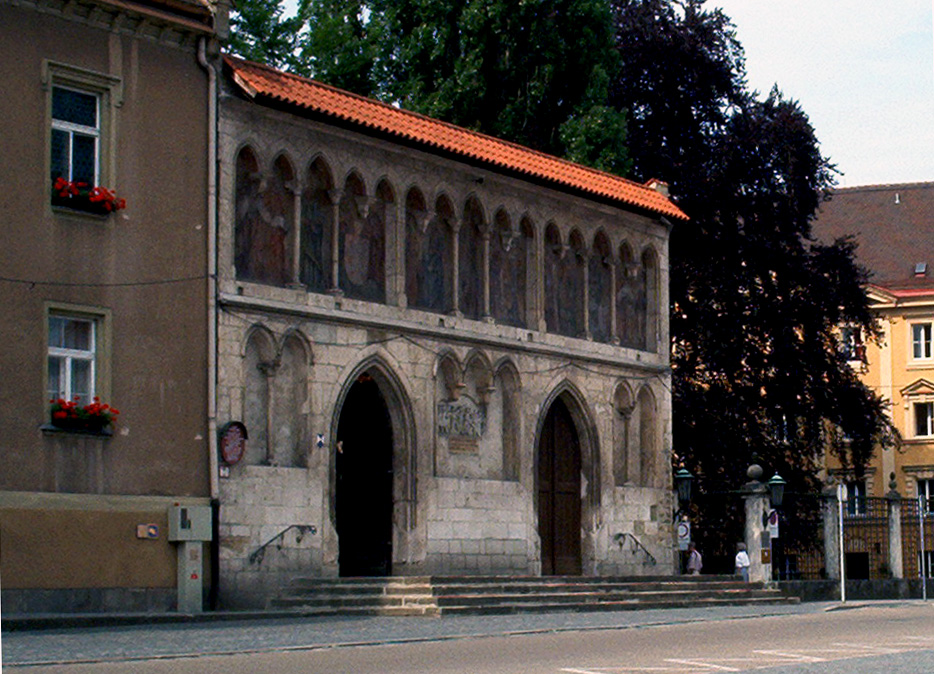
Pozostałości klasztoru Sankt Emmeram w Ratyzbonie

#### Lata 1044–1061
Opuściwszy Ratyzbonę udał się do Freisingu, gdzie jego wuj, biskup Nitker, udzielił mu święceń diakonatu i powierzył urząd archidiakona, a następnie prepozyta (Dompropst) przy katedrze diecezjalnej Freisingu (prepositura Frisingensi). Jak wyjaśnia Hauviller, nie tylko że był Ulryk prawą ręką biskupa jako archidiakon, ale i zajmował stanowiska najwyższej rangi, oddające pod jego zwierzchniość duchownych katedralnych, kwestie ordynacji, jurysdykcji i majątkowe Kościoła w diecezji. W dwa lata później, w 1046 r., udał się w świcie Henryka III do Rzymu (gdzie ten został pod koniec grudnia koronowany na cesarza rzymskiego), po drodze Ulryk uczestniczył prawdopodobnie w zwołanym w październiku przez króla synodzie w Pawii. Kiedy dotarły do niego wieści o szerzącym się w królestwie, a przede wszystkim we Freisingu, powszechnym głodzie i niedostatku, bezzwłocznie powrócił do swojej diecezji. Jak podaje vita posterior, zastawił swój majątek, aby wspomóc zarówno zgromadzenie duchownych, jak i innych zagrożonych głodem we Freisingu. Około 1051 r., po rezygnacji ze wszystkich urzędów kościelnych i związanych z nimi beneficjów, zaopatrzony jedynie w niezbędne środki (jak podaje vita posterior – collecta non modica pecunia) z jednym służącym i jednym koniem udał się na pielgrzymkę do Ziemi Świętej. Odwiedził w Palestynie Jerozolimę i Betlejem, zanurzył się w Jordanie i wszedł na szczyt Góry Oliwnej, pod koniec 1053 r. lub na początku 1054 r. przybył z powrotem do Freisingu. Nie zdołał jednak odzyskać poprzednich stanowisk a tym samym też i środków na wykup zastawionych w 1046 r. dóbr, gdyż nowy biskup, Ellenhard, na miejscu zmarłego w międzyczasie Nitkera powierzył je już komuś innemu. Ulryk udał się zatem do Ratyzbony, gdzie nadal dysponował dobrami i prebendami. Wykorzystując odziedziczone po ojcu posiadłości ziemskie, podjął próbę założenia w pobliżu Ratyzbony (Stadtamhof) klasztoru, który chciał oddać pod patronat św. Magnusa. Ten zamiar nie powiódł się, ponieważ zarówno ratyzboński biskup Gebhard III, jak i jego następca Otto von Riedenburg byli niechętni płynącym z Cluny ideom reformy i Ulryk został zmuszony do opuszczenia miasta. W 1061 r. podzielił, jak podaje vita posterior, swój majątek na cztery części, jedną z nich zatrzymując dla siebie, dwie czwarte oddając na biednych i krewnym, a jedną czwartą na wsparcie zubożałego klasztoru kobiecego koła Ratyzbony, a następnie udał się do dalekiej Burgundii, do opactwa Cluny.

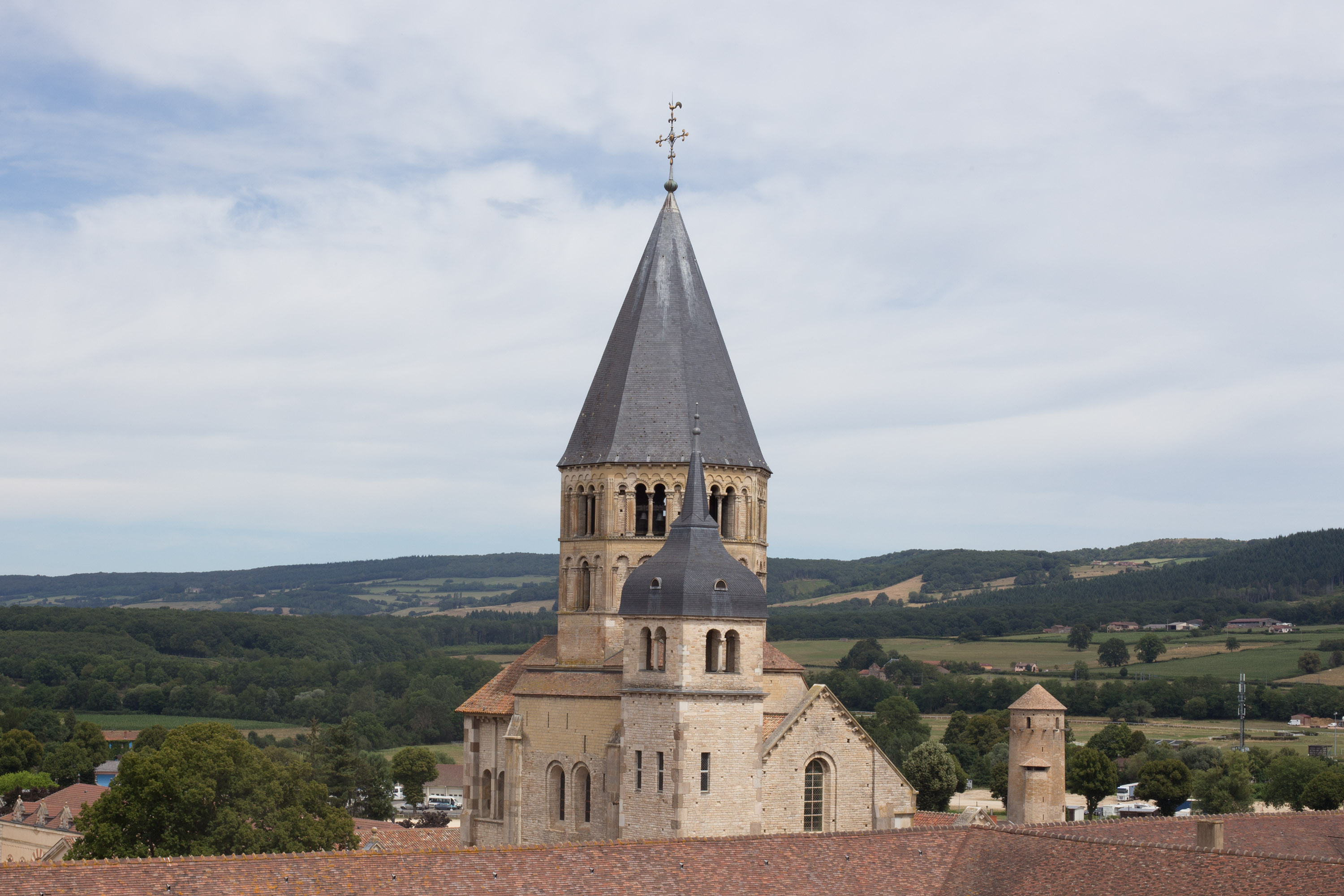
Wieża kościoła opactwa w Cluny i jego otoczenie

### Okres kluniacki
Wiosną 1061 r., jak podaje Hauviller, udał się Ulryk najpierw do Rzymu, by wedle tego badacza odnowić śluby (Gelübte erneuern), i po krótkim (jak mówi vita posterior) tam pobycie, jesienią tegoż roku przybył do Cluny. Po okresach obowiązkowego postulatu i nowicjatu został uroczyście przyjęty do wspólnoty zakonnej i wkrótce otrzymał święcenia kapłańskie. Łagodność charakteru Ulryka, jego pobożność i samodyscyplina aż po różne formy umartwiania się zyskały mu wielką przychylność opata Hugona, który mianował go swoim kapelanem i doradcą (...constituit capellanum et consiliarium); ponadto pełnił okresowo obowiązki sekretarza opata i spowiednika zgromadzenia. Szybki awans w hierarchii klasztoru komentuje Ott jako zrozumiały, gdyż Ulryk dzięki swojemu wykształceniu i stosunkom w świecie zarówno kościelnym, jak i świeckim, dzięki bezgranicznemu oddaniu reformatorskiej idei kluniackiej i ascetycznej postawie, był idealnym nabytkiem dla tego stojącego wtedy w kwiecie rozkwitu opactwa – predystynowanym wręcz do kariery w jego obrębie. Ale, jak to widzi inny współczesny autor, Franz Kern, sam Ulryk wolał działać poza klasztornymi murami Cluny.

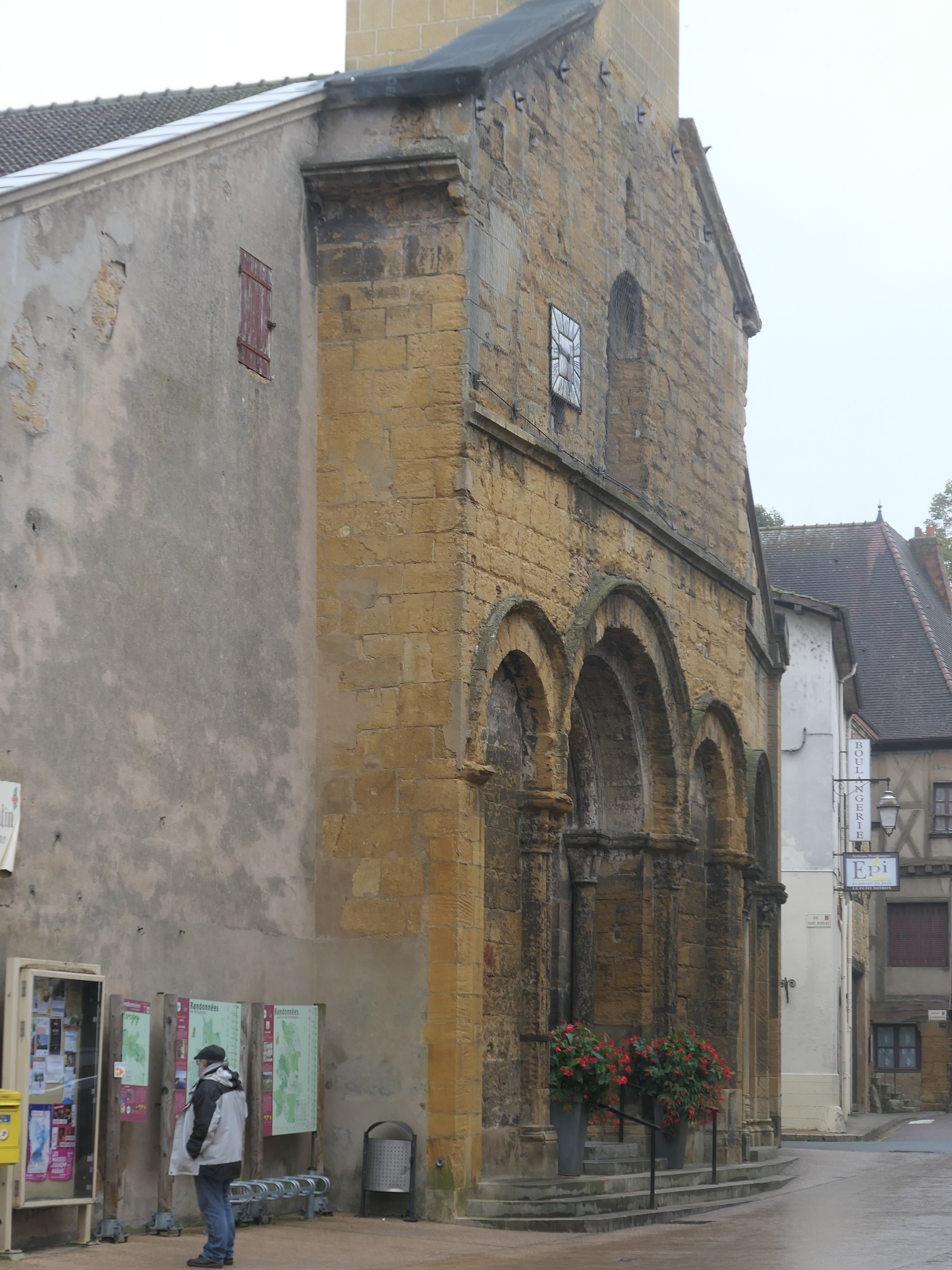
XII-wieczny wschodni portal kościoła w Marcigny

#### Marcigny (ok. 1065-1070)
Kobiecy klasztor w Marcigny w Burgundii (ok. 60 km na południowy zachód od Cluny), założony przez opata Cluny Hugona i wyświęcony w 1061 r., zajmował wybitne miejsce w planach tego opata, ponieważ jego zamiarem było nadanie mu takiej rangi wśród benedyktyńskich klasztorów kobiecych jaką miało opactwo Cluny wśród klasztorów męskich. Prawdopodobnie w 1065 r. Hugon mianował Ulryka pomocnikiem pierwszego, będącego już w podeszłym wieku, przeora Rencho, a następnie jego następcą. Pozycja Ulryka podawana jest jako prior claustralis, czyli przeor klaustralny, do którego obowiązków należała jedynie duszpasterska opieka nad zakonnicami; najwyższym przełożonym klasztoru kobiecego pozostawał opat z Cluny i na miejscu reprezentował go procurator, nazwany później praepositus lub prior. W trakcie pobytu w Marcigny doznał Ulryk urazu oka i powrócił do Cluny na leczenie, nie okazało się ono jednak skuteczne i Ulryk stracił oko, jak podaje vita posterior.

#### Rüeggisberg (ok. 1071-1074)
Na samym początku lat 70. XI w. (w zgodnej ocenie m.in. Otta i Hauvillera), wraz z przyjęciem darowizny rozległych gruntów (lub jak chce Dubler – kościoła) w okolicy dzisiejszej szwajcarskiej miejscowości Rümligen, opactwo Cluny zobowiązało się do założenia tam klasztoru. To zadanie powierzył Hugon Ulrykowi i drugiemu mnichowi o imieniu Kuno. Zimę poprzedzającą rozpoczęcie budowy klasztornych zabudowań mieli Ulryk i Kuno (jak powołując się na vita posterior opisuje Hauviller) spędzić, żyjąc o chlebie i wodzie, w jaskini. Gromadzili się przed nią nieokrzesani (roh und unwissend) ludzie z okolicy, których Ulryk nauczał i przygotowywał do spowiedzi. Kiedy od wiosny ruszyła praca przy stawianiu pierwszych prostych zabudowań, a okoliczni mieszkańcy wspierali w tym obu mnichów, wywołało to niechęć miejscowych duchownych, którzy mieli nawet posuwać się do podburzania przeciw obcym. Konflikt jednak zażegnano i budowę ukończono w 1073 lub 1074 r.; dokument z królewskim potwierdzeniem darowizny dla Cluny ma datę 27 marca 1074 r. Po przybyciu do klasztoru pierwszych mnichów i objęciu przeorstwa przez Kuno, Ulryk powrócił do odległego (ok. 300 km) Cluny. Jako decydujący (maßgebend) ocenia Ott jego wkład w powstanie założenia klasztornego w Rüeggisbergu – pierwszego przeorstwa kluniackiego na niemieckim obszarze językowym. Innym wyrazem reformatorskich prac Cluny, jak ocenia mediewista Thomas Zotz, była fala pisanych w tej części Europy hagiografii, a jedną z nich stworzył prawdopodobnie w 1075 r. Ulryk. Dotyczyła ona margrabiego Hermana I, z rodu Zähringów, który w wieku 34 lat odwrócił się od życia świeckiego i, opuściwszy życie rodzinne i dworskie, wstąpił jako brat świecki (Laienbruder) do klasztoru w Cluny, gdzie zmarł zaledwie rok później. Ten „spektakularny akt konwersji”, jak to nazywa Heinz Krieg, badacz dziejów Zähringów, zyskał Hermanowi niejaką sławę. Ulryk zapewne poznał Hermana osobiście w Cluny i wiadomo, że był autorem zarówno poświęconego mu epitafium, jak i vita, których teksty nie zachowały się.

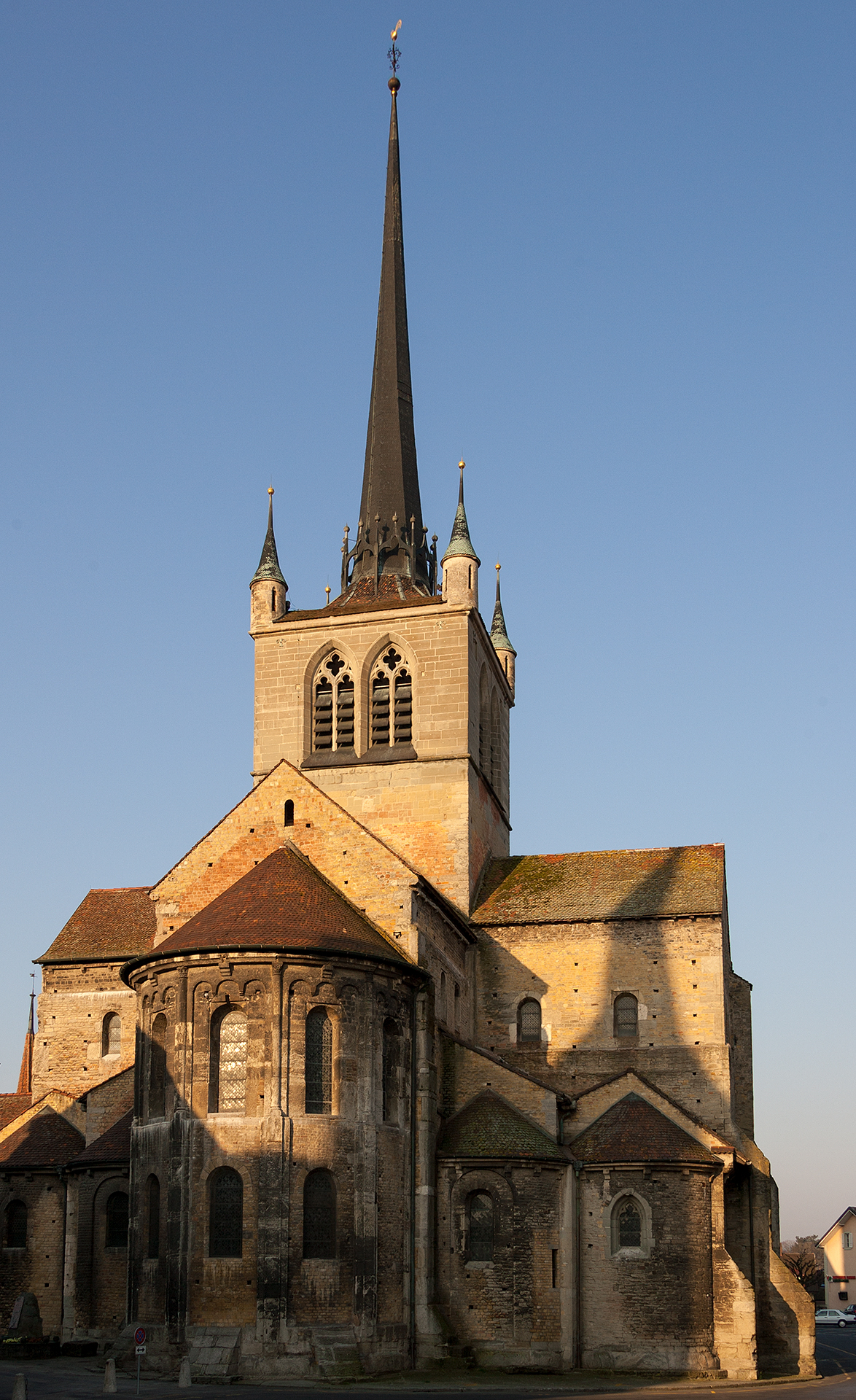
XI-wieczny kościół opactwa w Peterlingen

#### Payerne (Peterlingen) (ok. 1075-1079)
Prawdopodobnie w 1075 r. Ulryk został wysłany przez opata Hugona jako jego przedstawiciel do należącego do kluniackiego opactwa klasztoru Peterlingen w królestwie Burgundii w diecezji lozańskiej. Zarówno Ott, jak i Heinrich Büttner zaznaczają, że Ulryk nie mógł być mianowany przeorem Peterlingen, ponieważ w tamtym okresie klasztor podlegał nadal bezpośrednio opatowi Cluny. Pozycja Ulryka była trudna przede wszystkim ze względów polityczno-religijnych: choć w trwającym sporze o inwestyturę klasztor w Peterlingen w zgodzie z wysiłkami opata Hugona nie opowiadał się aktywnie po żadnej ze stron konfliktu, biskup Burchard von Oltingen, gorący zwolennik króla Henryka IV, nie krył swojej wrogości wobec kluniackiego klasztoru i reprezentowanej przez niego reformy gregoriańskiej. Ponadto niechęć Ulryka do lozańskiego biskupa wzmagał zbyt ziemski styl życia tego drugiego. Ott, analizując dotyczące tego okresu fragmenty vita posterior, stawia tezę, że Ulryk w swoich działaniach w Peterling zajął otwarcie postawę wrogą zwolennikom króla, a tym samym odstąpił od oficjalnej polityki Cluny niemieszania się w spór, czego rezultatem było odwołanie go z powrotem do Cluny. Co prawda próba wdania się w politycznie skomplikowany konflikt zakończyła się dla Ulryka klęską (Schiffbruch), w dziejach klasztoru był to tak mało znaczący epizod, że Büttner w swoim opracowaniu historii Peterlingen nawet o Ulryku z Cluny nie wspomina. Dokładne daty pobytu Ulryka w Peterlingen nie są ustalone, wiadomo jednak, że ok. 1079 r., a według Hauvillera być może i wcześniej, Ulryk przebywał już w Hirsau.

### Okres szwarcwaldzki

#### Consuetudines Cluniacenses(1079-1085)

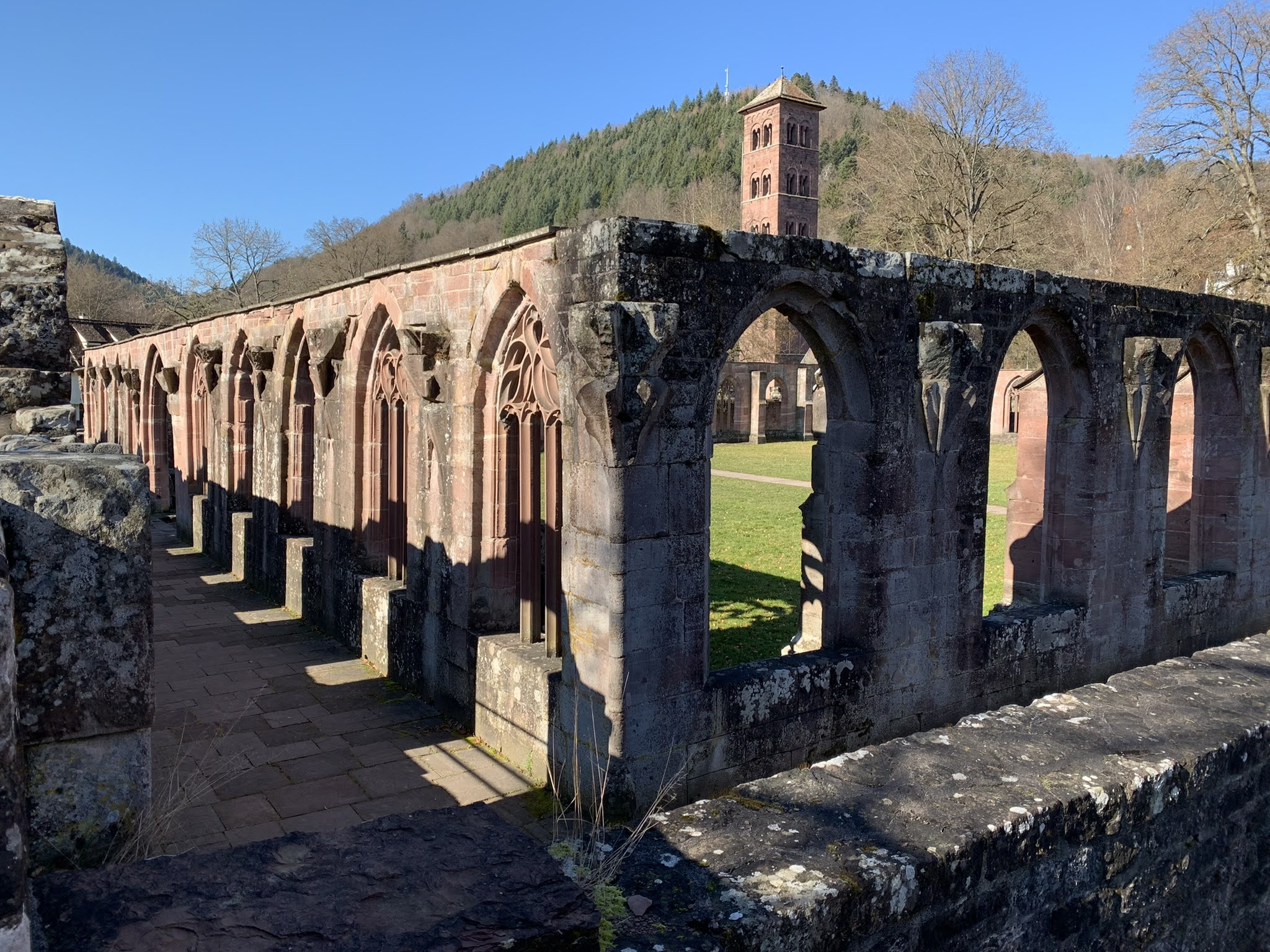
Ruiny opactwa w Hirsau: narożnik krużganka, w tle dzwonnica tzw. Eulenturm

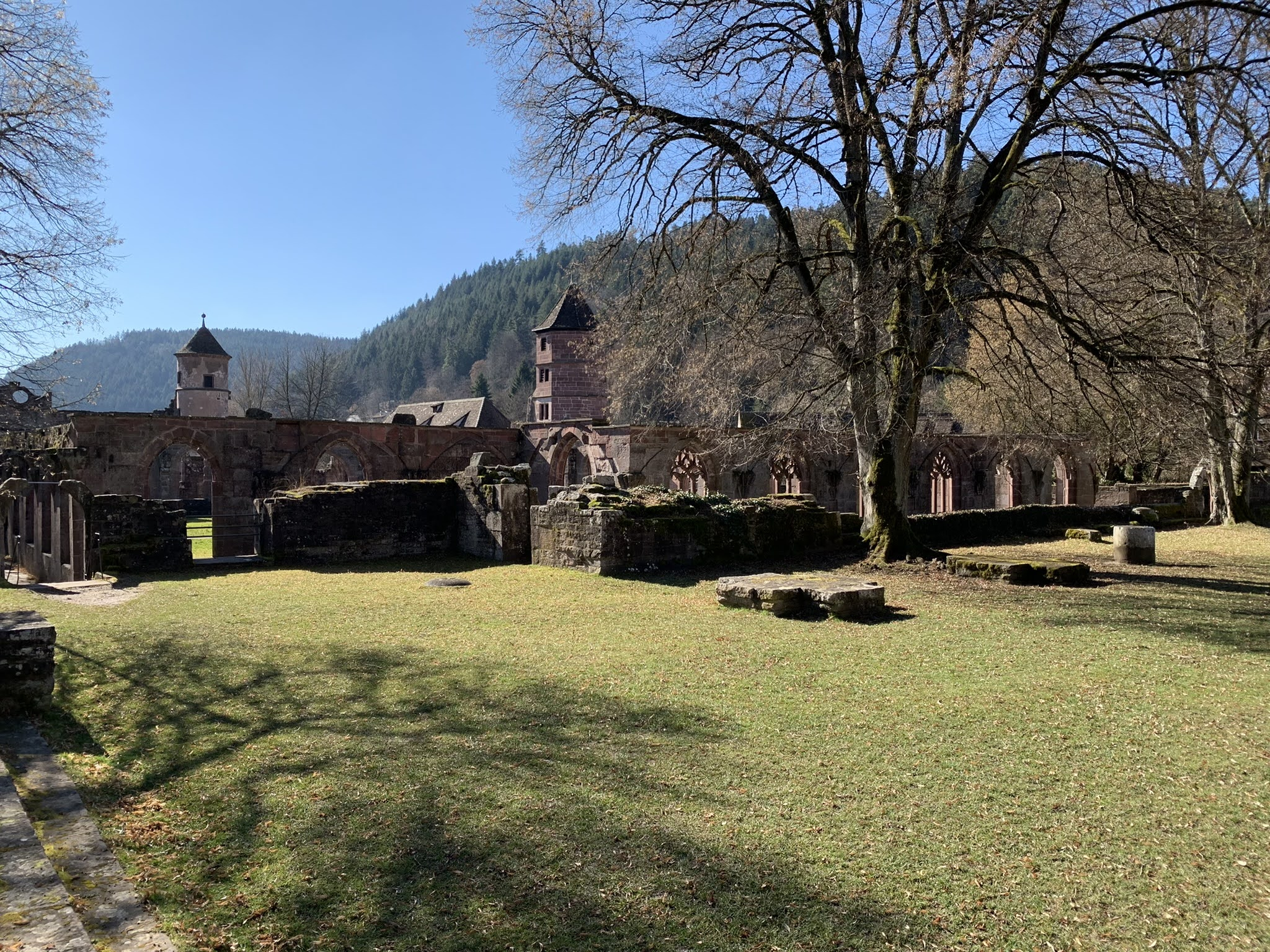
Ruiny opactwa w Hirsau, widok od północy

Jak pisze Hauviller, jedną z trudności w przenoszeniu reformatorskich idei kluniackich na zgromadzenia w niemieckim obszarze językowym była, przynajmniej na początku, odmienność języków. Stąd wynikała też szczególna rola Ulryka w bezpośrednim przenoszeniu tych idei na tereny niemieckojęzyczne, nie był on tam jednak jedynym jej propagatorem. W północnym Schwarzwaldzie (w diecezji spireńskiej) poszukującym nowej formy ruchu monastycznego był opat Wilhelm w benedyktyńskim klasztorze w Hirsau. Do przyjęcia reguły kluniackiej miał go namawiać, bawiący w Hirsau z prawie roczną wizytą, legat papieski Bernard de Millau, opat klasztoru św. Wiktora w Marsylii, który następnie przyczynił się poprzez kontakt z opatem Higonem do wysłania do Hirsau kluniackiego mnicha Ulryka. Być może nie bez znaczenia mógł być fakt, że Wilhelm i Ulryk byli przyjaciółmi z czasów w przyklasztornej szkole St. Emmeram w Ratyzbonie, za pewne natomiast uchodzi przekonanie, że opat Hugon powierzył Ulrykowi wiele znacznych zadań na tym obszarze południowych Niemiec. W czasie pobytu Ulryka w Hirsau, prawdopodobnie w 1079 r., Wilhelm poprosił go o spisanie i opisanie zwyczajów monastycznych panujących aktualnie w opactwie Cluny. Do samej pracy nad tym zabrał się Ulryk po powrocie do Cluny, gdyż, jak dowodzi Hauviller, dokładne formułowanie kodeksu zasad liturgicznych i dyscyplinarnych mogło być przeprowadzone tylko na miejscu w opactwie. Pierwsze dwa tomy Consuetudines Cluniacenses zostały wysłane do Hirsau przed końcem 1084 r., czyli przed drugim pobytem Ulryka w szwarcwaldzkim opactwie, podczas którego Wilhelm poprosił go o uzupełnienia. Te zawarł Ulryk w trzecim tomie Consuetudines, ukończonym być może jeszcze w 1085 r., a na pewno przed 1087 r., i dołączył do niego skierowany do Wilhelma list Epistola nuncupatoria, z jednej strony zawierający uwagi osobiste, a z drugiej wyrażający otwarcie stanowisko Ulryka wobec nadużywania instytucji zgromadzeń klasztornych przez osoby świeckie. Ulryk nie był ani pierwszym ani jedynym, który opisał praktyki reguły kluniackiej, jego Consuetudines były jednakże pierwszym systematycznym ich opracowaniem. W zamierzeniu autora, a i opata Hugona, miały być one dla Wilhelma inspiracją do opracowania własnych, dostosowanych do specyfiki Hirsau i regionu zasad życia monastycznego. Tak też się stało i napisane przez Wilhelma pod koniec lat 80. XI w. Constitutiones Hirsaugienses stały się podstawą reformatorskiego ruchu hirsaugijskiego, z którym miał kontakt nawet polski monastycyzm. Zotz, wyliczając zasługi Wilhelma z Hirsau, określa go największym reformatorem życia klasztornego w Szwabii w XI w.

#### Grüningen
Kongregacja kluniacka, rozszerzająca pod koniec XI w. sieć należących do niej klasztorów, była na niemieckojęzycznym obszarze obecna jedynie w południowo-zachodnim skraju Szwabii. Do jej wzmocnienia przyczyniła się także działalność Ulryka. Prawdopodobnie na początku lat 80. XI w. objął przeorstwo niewielkiego założenia klasztornego w Grüningen u południowo-zachodniego podnóża wzniesienia Tuniberg. Założenie to powstało na samym początku lat 70. XI w. z prywatnego nadania dla opactwa Cluny i po kilku latach istnienia na zboczu samego Tunibergu zostało przeniesione na bardziej dogodne miejsce na równinie u jego podnóża przy (dziś już nieistniejącej) miejscowości Grüningen. W grudniu 1084 r. Ulryk jako przeor tego klasztoru wziął udział w synodzie diecezjalnym w Konstancji, na którym wybrano biskupem hirsaugijskiego mnicha Gebhard von Zähringen (wyświęcony jako Gebhard III), do którego to wyboru miał się Ulryk walnie przyczynić. Idąc za vita posterior, biografowie Ulryka (np. Hauviller, Kern) mówią o jego niezadowoleniu z położenia klasztoru w żyznej okolicy Grüningen, tuż przy ruchliwej drodze do Breisach, co miało w jego odczuciu stać w sprzeczności z surową mniszą regułą. Według tej vita systematyczne poszukiwania odpowiedniejszej lokalizacji doprowadziły w końcu Ulryka w okolice, które odpowiadały jego oczekiwaniom – do górnego piętra niewielkiej doliny rzeki Möhlin, gdzie w miejscu zwanym Vilmarszell lub tylko Zell istniało skromne założenie zakonne podległe opactwu St. Gallen. Przeprowadzka kluniackich mnichów z Grüningen do Vilmarszell, poprzedzona formalną zamianą własności gruntów, miała miejsce w 1087 r.

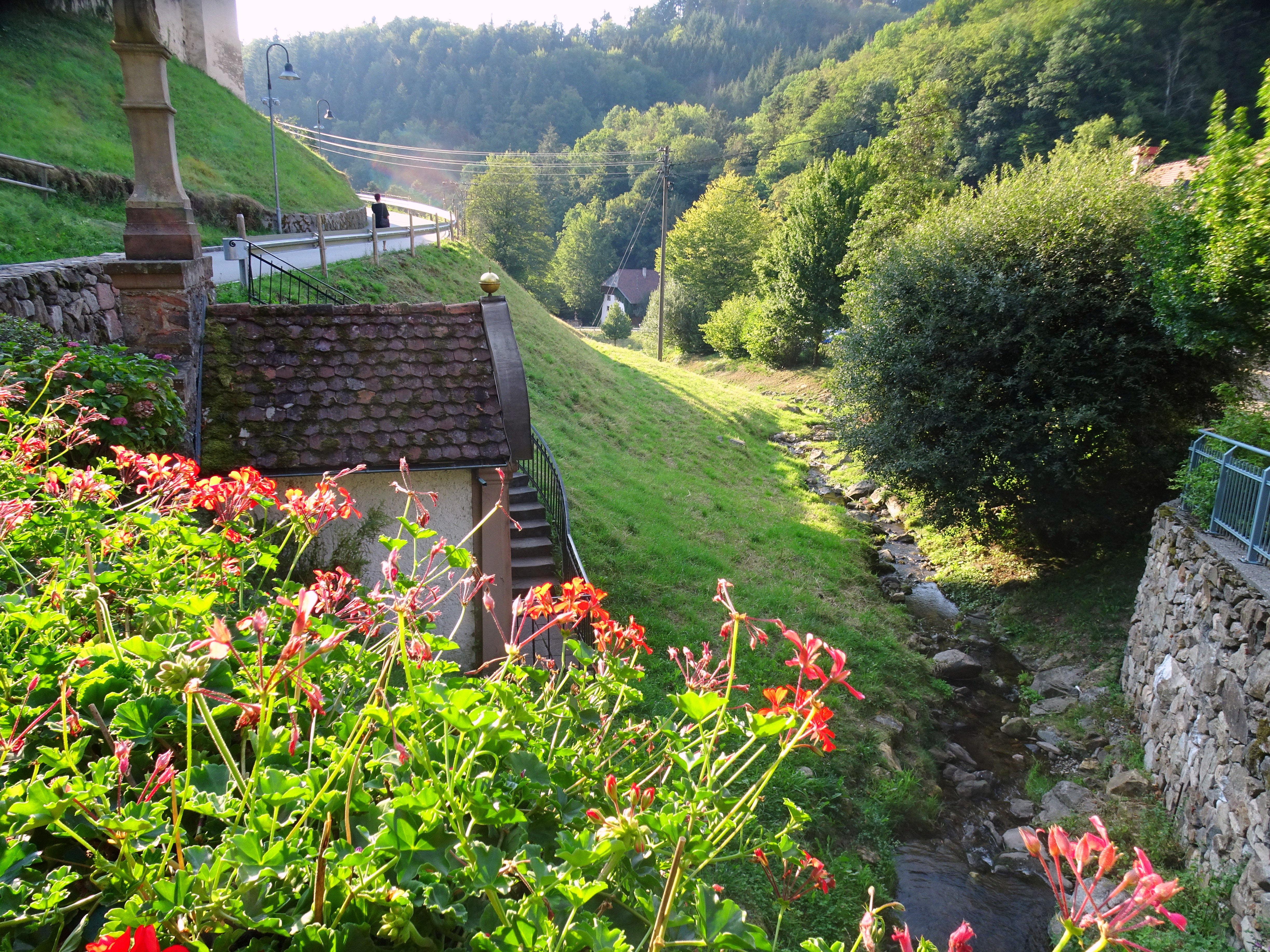
Rzeczka Möhlin poniżej muru wokół zabudowań dawnego klasztoru w St. Ulrich

#### St. Ulrich w dolinie rzeki Möhlin

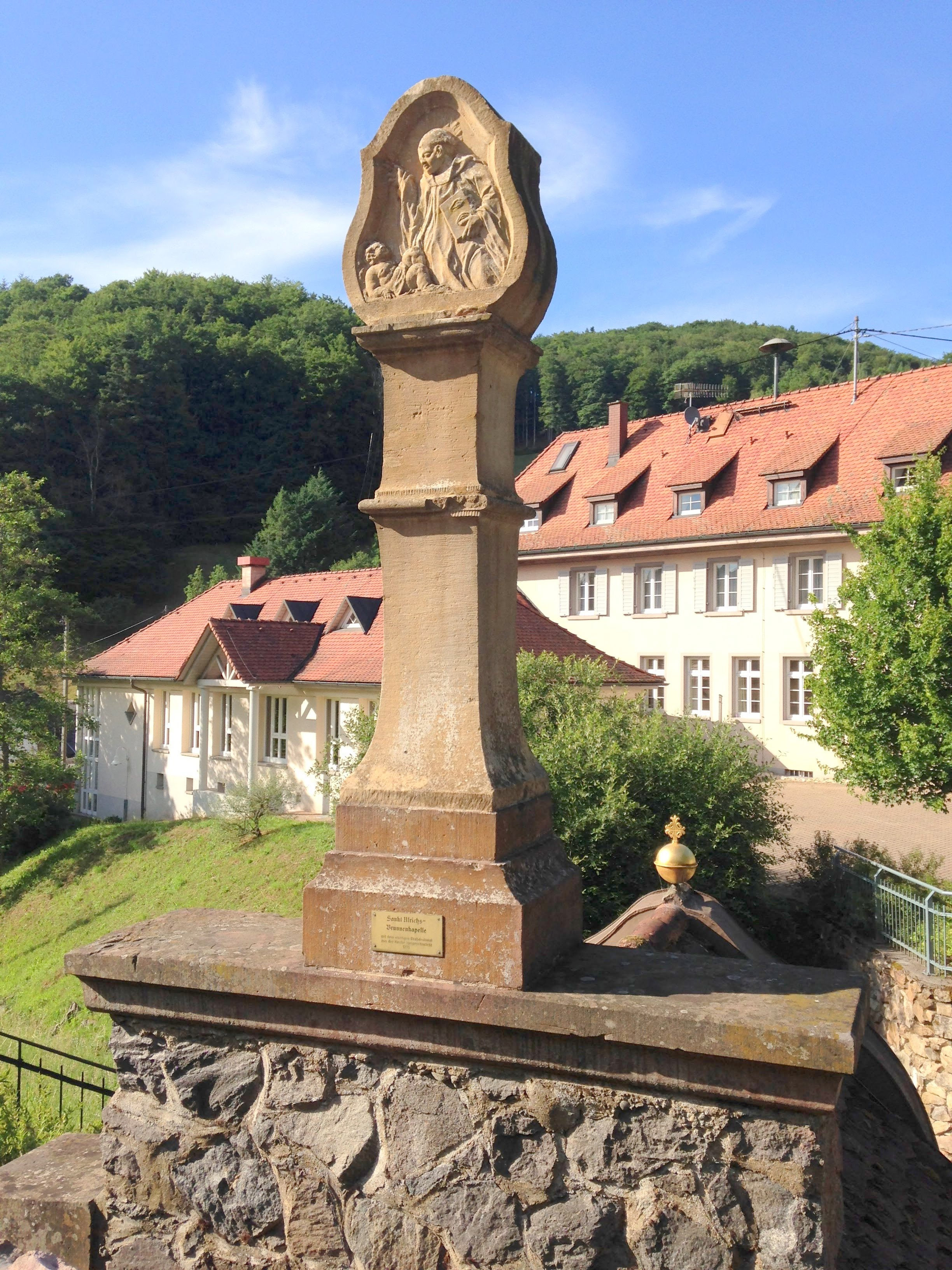
Kolumna nad zbudowaną przy źródle kaplicą św. Ulryka w St. Ulrich

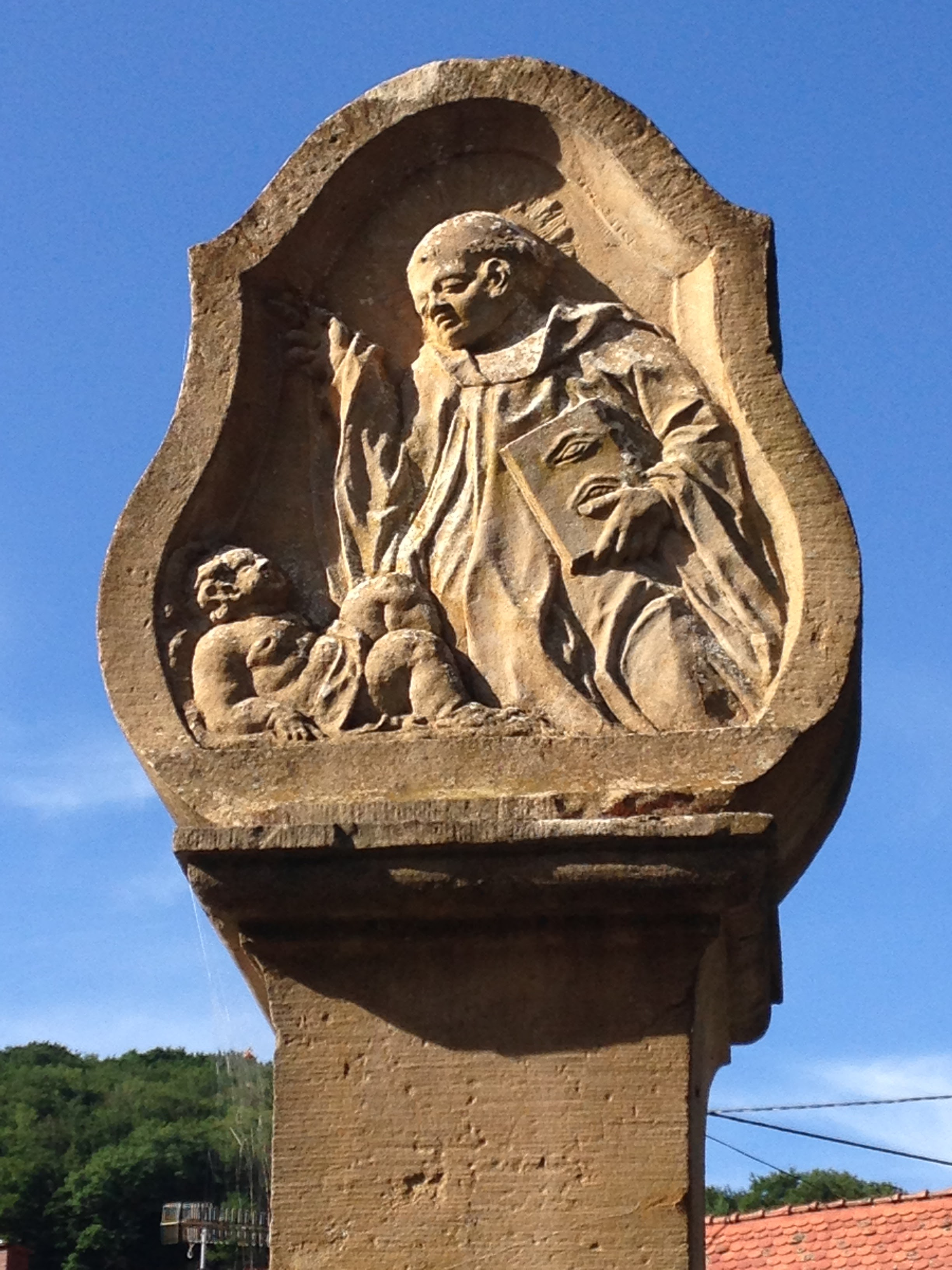
Relief przedstawiający Ulryka z Cluny w trakcie uzdrawiania dziecka

Jako jeden z czynników, który przyczynił się do przeniesieniem zgromadzenia, Ott wymienia bliskie kontakty Ulryka z biskupem Burkardem, do którego to bazylejskiego biskupstwa należała cella (dom zakonny) w dolinie rzeki Möhlin. Jej najwcześniejsze, sanktgalleńskie dzieje nie są dostatecznie zbadanie, nie wiadomo też, w jaki sposób diecezja bazylejska weszła w jej posiadanie. Zachowany jest natomiast dokument z 5 czerwca 1087 r. potwierdzający oddanie na prośbę Ulryka terenu o nazwie Zell (cella i karczowisko wokół niego) na rzecz opactwa w Cluny w zamian za posiadłości w Biengen i włókę pola w Ambringen (obie niedaleko Grüningen). Wymianę przeprowadzono w obejmującej wystawienie relikwii uroczystości i przy obecności Zähringów: Bertolda II, księcia Zähringen, i grafa Hermanna, syna markgrafa Hermana I (obaj wymienieni jako świadkowie w pisemnym akcie wymiany) oraz licznej bryzgowijskiej arystokracji. Od początku, jak podaje vita posterior, mnisi Ulryka borykali się z materialnym niedostatkiem, znacznie spowalniającym budowę właściwego klasztoru, oraz z nieskrywaną niechęcią mieszkańców okolicznych wiosek. Skąpe teksty źródłowe wspominają o założeniu przez Ulryka w wiosce Bollschweil, leżącej u wylotu doliny rzeki Möhlin, benedyktyńskiego domu klasztornego dla kobiet różnego stanu i wieku, które pragnęły poddać się kluniackiej regule klasztornej. Wzorcem tego założenia miał być klasztor żeński w Marcigny (gdzie Ulryk był parę lat duszpasterzem), który – dalej za wzorem kluniackim – miał wraz ze swoimi pochodzącymi z darów majątkiem i kościołem podlegać męskiemu klasztorowi w Zell (około dwie dekady później benedyktynki zostały przeniesione wraz ze swoim klasztorem do pobliskiej wsi Sölden). Wkrótce po osadzeniu benedyktynek w Bollschweilu Ulryk całkowicie stracił wzrok, odmówił jednak naleganiom opata Hugona, by powrócić do Cluny. By go wspomóc w pełnieniu obowiązków przeora, przybył z Cluny mnich o imieniu Eberhard. W około dwa lata później, prawdopodobnie w 1093 r. Ulryk zmarł w Zell i został pogrzebany na przyklasztornym cmentarzu w obrębie klauzury. Na wieść o śmierci i pochówku Ulryka opat Hugon skierował prośbę do konstancjańskiego biskupa Gebharda III o zezwolenie na przeniesienie doczesnych szczątków Ulryka do klasztornego oratorium i złożenie przed głównym ołtarzem. Dokładna data uroczystego translatio nie jest znana.

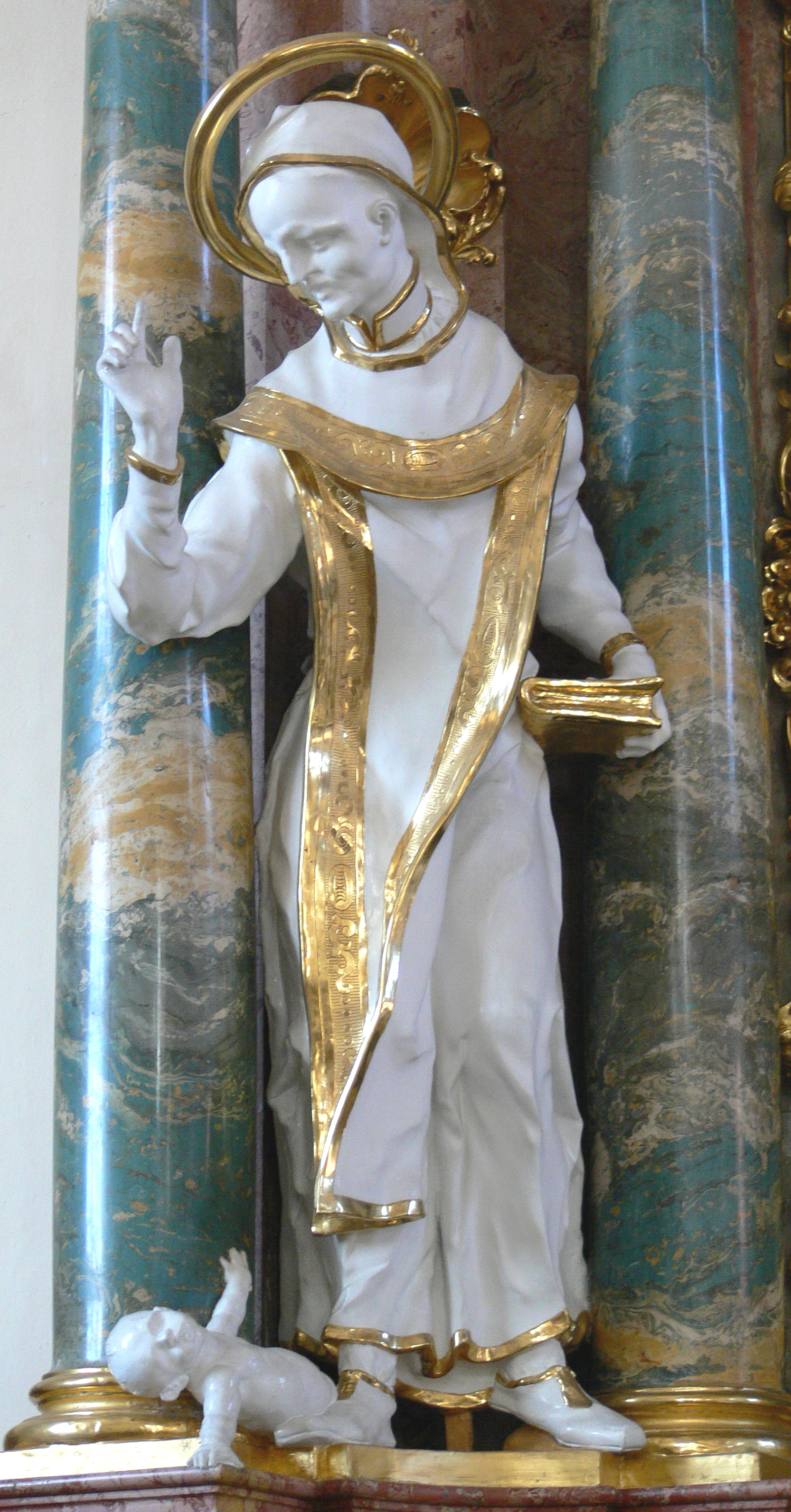
Ulryk z Cluny – rzeźba przy ołtarzu bocznym kościoła św. Piotra w Schwarzwaldzie

## Kult
Umiejscowienie grobu Ulryka przed ołtarzem głównym klasztornego kościoła dało początek rozszerzaniu się z tego kluniackiego przeorstwa na okoliczne tereny kultu Ulryka jako osoby świętej. Artykuł na temat Ulryka w leksykonie świętych J. Stadlera z 1882 r. , cytowany przez Ökumenisches Heiligenlexikon, mówi, że papież Benedykt XIV pochwalał szerzenie się kultu Ulryka (seine Verehrung gut geheißen ), nie dokonał jednak jego kanonizacji. Wspomnienie liturgiczne zostało ustanowione w 1137 r., w diecezji konstancjańskiej od 1756 r., przy czym obchodzone jest ono w metropolii górnoreńskiej 11 lipca, a w diecezji lozańskiej 14 lipca. Figuralne przedstawienia Ulryka w kościołach Apostołów Piotra i Pawła w Bollschweil/St. Ulrich, w kościele św. Piotra i Pawła w St. Peter i w kaplicy św. Jakuba w Grüningen (w granicach Breisach) pokazują go w habicie, z księgą (otwartą lub zamkniętą) Consuetudines Cluniacenses i z niemowlęciem u stóp; tematem barokowego malowidła w bocznym ołtarzu kościoła św. Benedykta w Eisenbach jest scena śmierci Ulryka. Według polskojęzycznego blogu „Martyrologium.blogspot” miałby Ulryk być patronem osób niewidomych i cierpiących na choroby oczu, a jego atrybutami pastorał, księga, krzyż i opactwo.
Miejscowość, która powstała wokół klasztoru zbudowanego pod przeorstwem Ulryka zaczęto, począwszy od końca XIV w., nazywać St. Ulrich. Do połowy XIX w. przeorstwo św. Ulryka posługiwało się herbem z dwiema srebrnymi księgami na niebieskiej tarczy, a po połączeniu sąsiadujących siół utworzono gminę z nowym wzorem pieczęci – z postacią Ulryka. Jej wzór zaprojektowany w pierwszych latach XX w. nie zyskał ze względów estetycznych urzędowej akceptacji i urząd powiatowy w Staufen przedstawił nowy wzór – przedstawiający Ulryka jako biskupa z pastorałem i rybą w dłoni, myląc go w oczywisty sposób ze św. Ulrykiem z Augsburga. Od protestu rady gminy St. Ulrich upłynęło kilka lat, zanim ostatecznie w 1907 r. przyjęto nowy herb – srebrną tarczę, gdzie na zielonym tle widoczny jest benedyktyński mnich z księgą (w domyśle Consuetudines Cluniacenses).

## Ilustracje

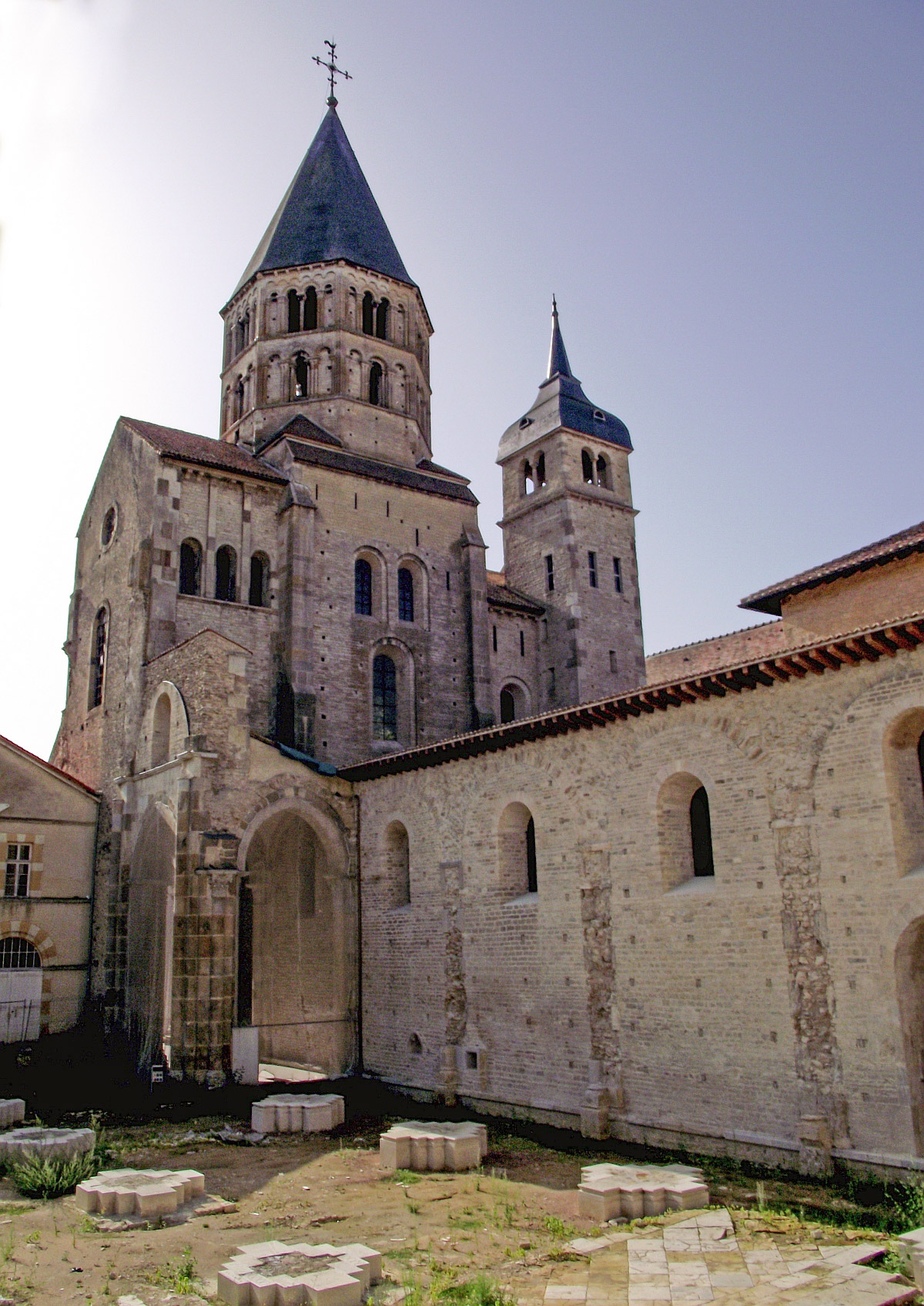
Kościół opactwa Cluny (widok obecny)
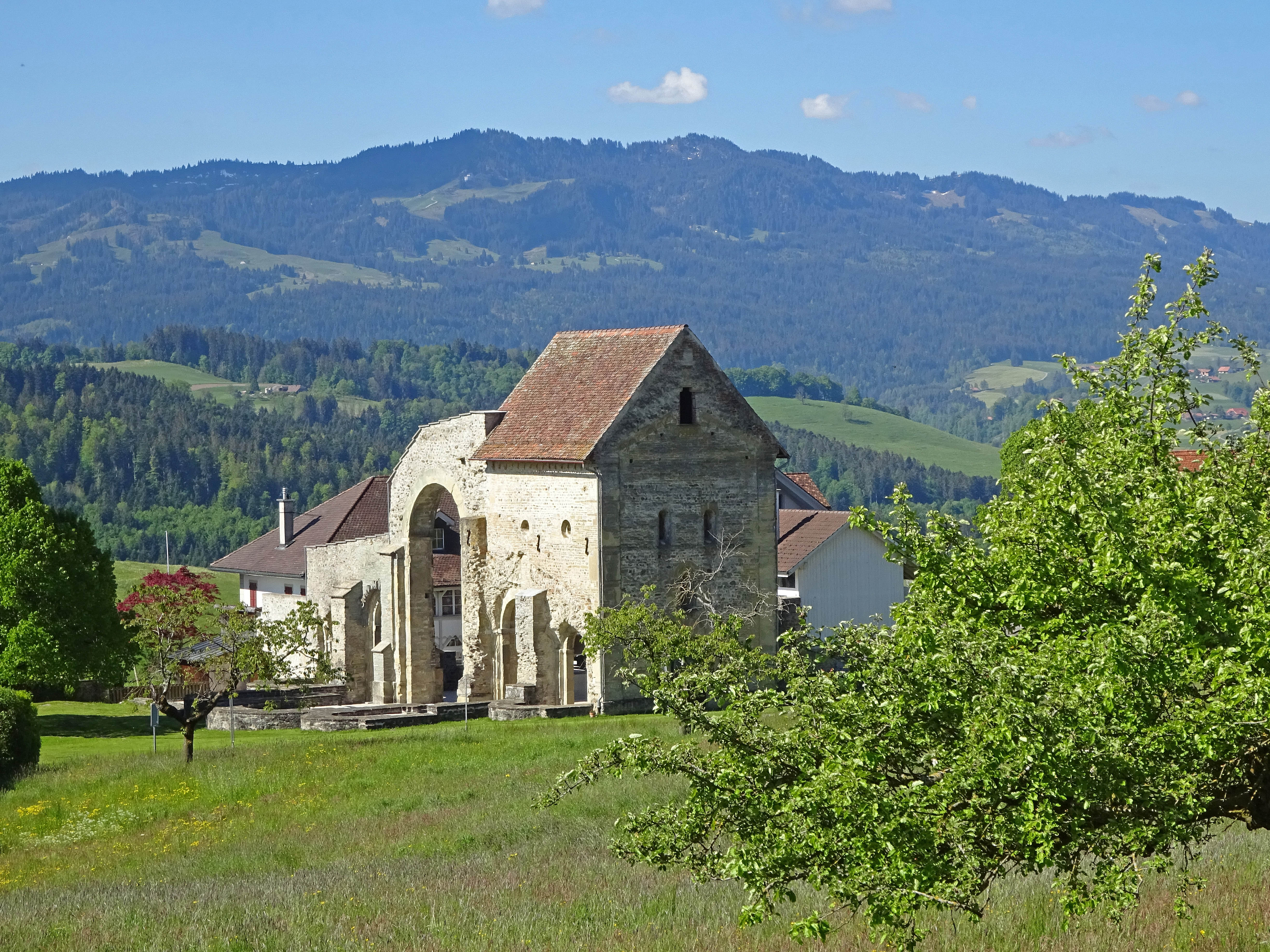
Ruiny klasztoru Rüeggisberg (stan obecny)
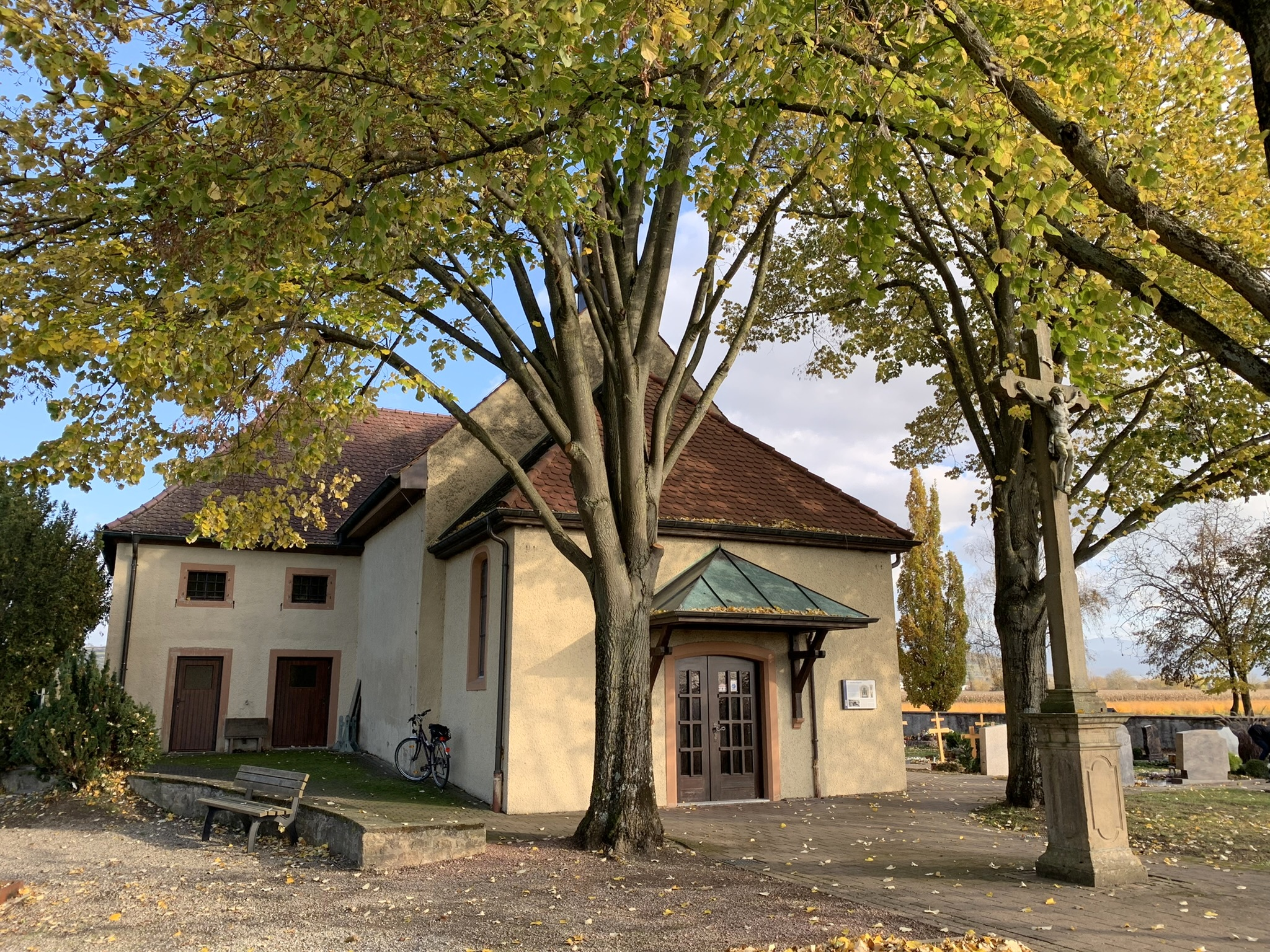
Kaplica św. Jakuba przy cmentarzu w Grüningen (Breisach), wzniesiona w poł. XIX w. w miejscu dawnego kościoła i benedyktyńskiego przeorstwa
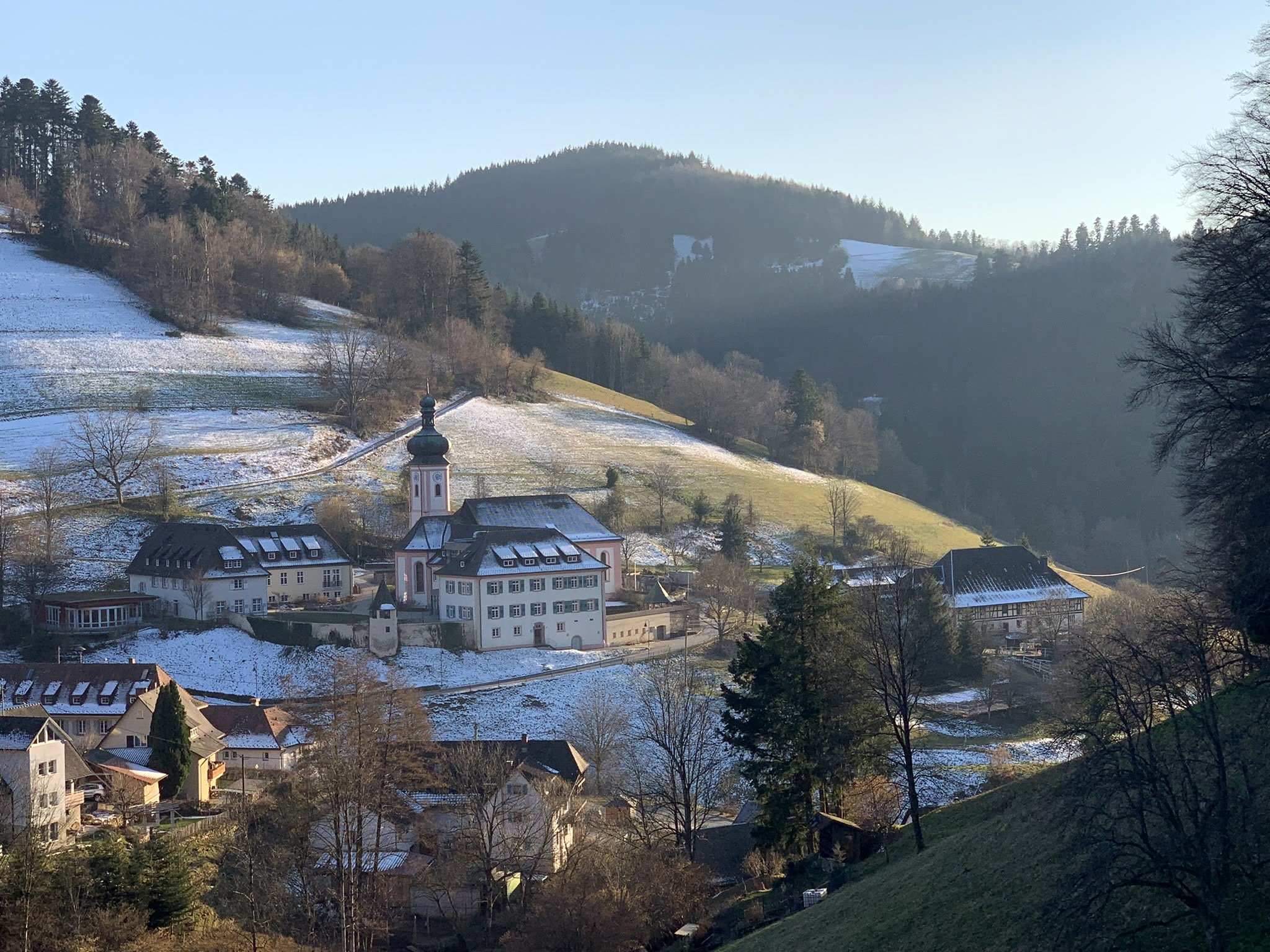
Widok od zachodu na kościół Apostołów Piotra i Pawła, plebanię, cmentarz i zabudowania chrześcijańskiego ośrodka edukacyjnego w St. Ulrich (Bollschweil)
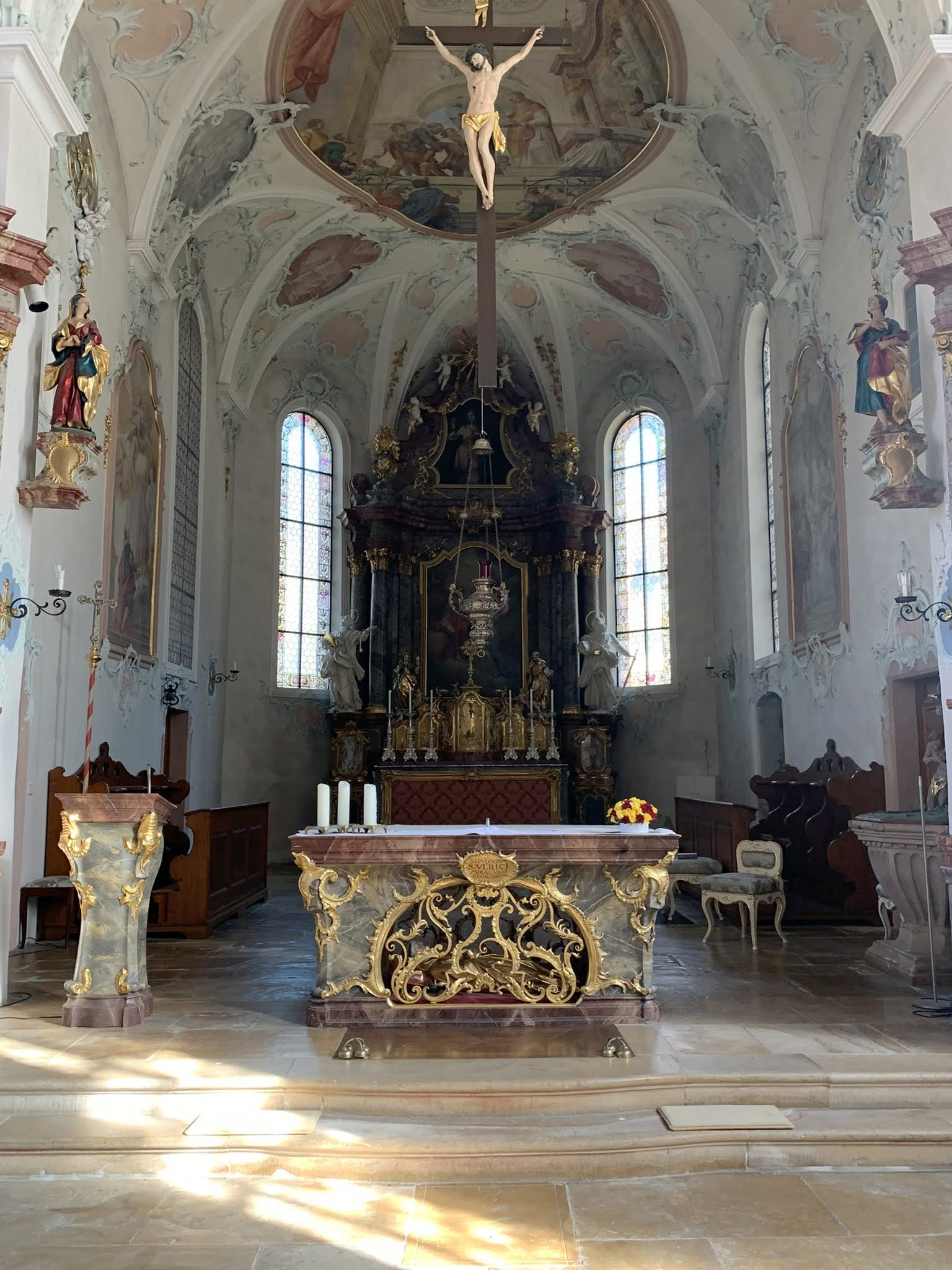
Grób Ulryka z Cluny przed głównym ołtarzem pochodzącego z poł. XVIII w. kościoła Piotra i Pawła, w St. Ulrich (Bollschweil)
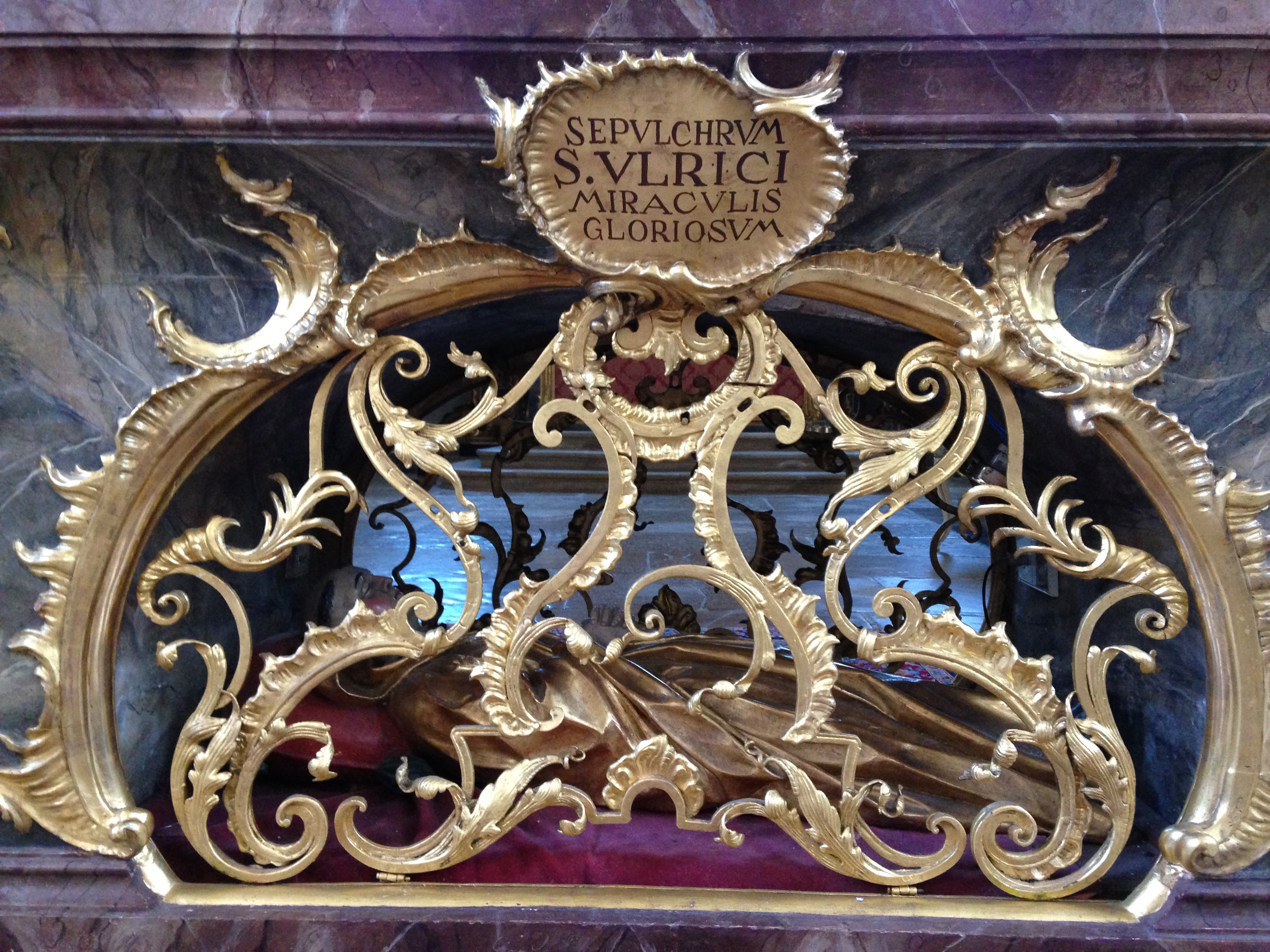
Grób Ulryka z Cluny w kościele Apostołów Piotra i Pawła w St. Ulrich (szczegół)
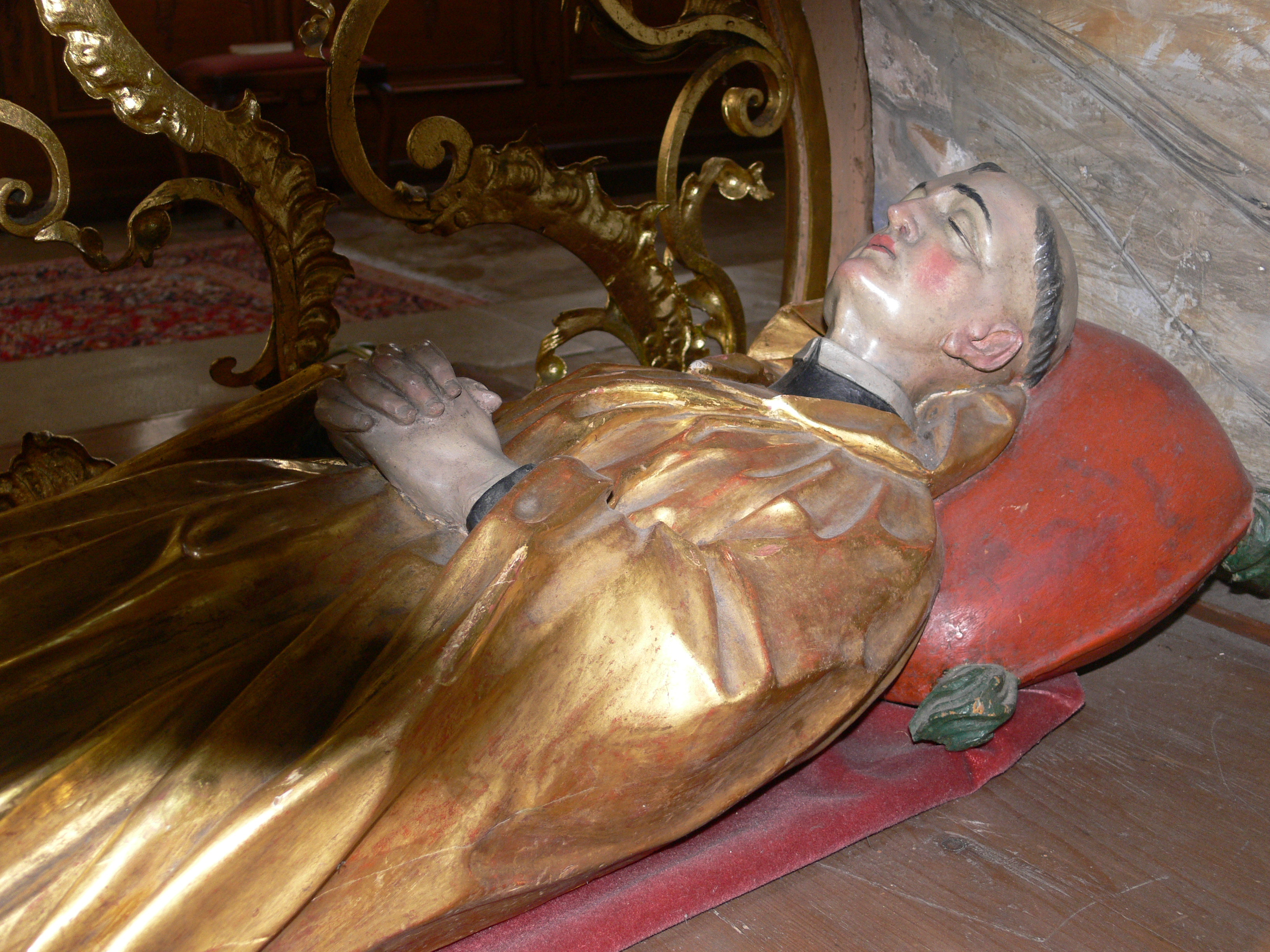
Grób Ulryka z Cluny w kościele Apostołów Piotra i Pawła w St. Ulrich (szczegół)

### Biograficzne, hagiograficzne i historyczne
- Heinrich Büttner: Studien zur Geschichte von Peterlingen. W: Zeitschrift für schweizerische Kirchengeschichte = Revue d’histoire ecclésiastique suisse. Zürich: Vereinigung für Schweizerische Kirchengeschichte, 1964. ISSN 0044-3484.
- Horst Fuhrmann: Neues zur Biographie des Ulrich von Zell (†1093). W: Gerd Althoff (redakcja), Gerd Geuenich (redakcja), Otto Gerhard Oexle (redakcja), Joachim Wollasch (redakcja): Person und Gemeinschaft im Mittelalter: Karl Schmid zum fünfundsechzigsten Geburtstag. Sigmaringen: Jan Thorbecke, 1988. ISBN 3-7995-7063-2.
- Ernst Hauviller: Ulrich von Cluny: Inaugural-Dissertation zur Erlangung der Doktorwürde von der philosophischen Fakultät der Friedrich-Wilhelm-Universität zu Berlin. Münster i. W.: Heinrich Schöningh, 1896.
- Ernst Hauviller: Ulrich von Cluny. Ein biographischer Beitrag zur Geschichte der Cluniacenser im 11. Jahrhundert. Münster in Westfalen: Schöningh, 1896.
- Franz Kern: Sölden. Die Geschichte eines kleinen Dorfes. Sölden bei Freiburg: Gemeindeverwaltung Sölden, 1995.
- Franz Kern: Reform tut not: Die Zeit des hl. Ulrich. W: Ulrich von Zell: der Reform verpflichtet. München: Schnell & Steiner, 2014. ISBN 978-3-7954-8015-8.
- Wilhelm Stratmann: Das Leben des hl. Ulrich von Zell. W: Ulrich von Zell: der Reform verpflichtet. München: Schnell & Steiner, 2014. ISBN 978-3-7954-8015-8.
- Helmut Maurer: Das Bistum Konstanz. Die konstanzer Bischöfe vom Ende des 6. Jahrhunderts bis 1206. Berlin. New York: Walter de Gruyter, 2003. ISBN 3-11-017664-5.
- Julius Mayer: Leben des Heiligen Ulrich Bekenners und Benediktiners aus der Cluniacenser-Congregation. Freiburg im Breisgau: Herder, 1903.
- Hugo Ott: Probleme um Ulrich von Cluny. Zugleich ein Beitrag zur Gründungsgeschichte von St. Ulrich im Schwarzwald. W: Martin Wellmer (redakcja): Festschrift für Professor Dr. Dr. Wolfgang Müller zum 65. Geburtstag: Alemannisches Jahrbuch 1970. Bühl (Baden): Konkordia, 1971.
- Peter Schwarz: Grundherrschaften, Vogteirechte und Besitzungen in St. Ulrich und Geiersnest. W: Peter Schwarz (redakcja): Bollschweil. Chronik des Ortes. Band I: Beiträge zur Geschichte von St. Ulrich. Bollschweil: Eigenverlag Gemeindeverwaltung Bollschweil, 1993.
- Philipp Jakob Steyrer: Leben, und Wunder-Thaten Des Heiligen Udalrici Oder Ulrich: Beichtigers, aus dem Orden des heiligen Benedicti, Der Cluniacenser Congregation, und ersten Priors des Closters der HH. Apostlen Petri und Pauli, jetzt von Ihm St. Ulrich genannt, im Schwartzwald...; Sammt einem Zusatz ... / Aus dem Lateinischen in das Teutsche übersetzt, und mit historischen Anmerckungen erläuteret. Verfasset Von einem Priester und Capitularen des Gottes-Haus St. Peter auf dem Schwartzwald .... Freyburg im Breysgau: Wagner, 1756.
- Else Maria Wischermann: Marcigny-Sur-Loire: Gründungs- und Frühgeschichte des 1. Cluniacenserinnenpriorates (1055 – 1150). München: Fink, 1986. ISBN 3-770523830.
- Thomas Zotz: Ottonen-, Salier- und frühe Stauferzeit (911-1167). W: Michael Klein (redakcja): Handbuch der Baden-Württembergischen Geschichte. Erster Band: Allgemeine Geschichte. Stuttgart: Klett-Cotta, 2001. ISBN 3-608-91465-X.

### Leksykony
- Johannes Madey: Ulrich von Zell. W: Wilhelm Bautz (redakcja), Traugott Bautz (redakcja): Biographisch-Bibliographisches Kirchenlexikon. Herzberg: Traugott Bautz, 2001. ISBN 3-88309-089-1.
- Ulric of Zell. W: Frederick George Holweck: A Biographical Dictionary of the Saints: With a General Introduction on Hagiology. St. Luis (Mo.), London: B. Herder Book, 1924.
- Barbara Henze: Ulrich von Zell. W: Bruno Steimer (redakcja): Lexikon der Heiligen und der Heiligenverehrung. Freiburg. Basel. Wien: Herder, 2003.
- Ulrich von Zell. W: Johann Evangelist Stadler: Vollständiges Heiligen-Lexikon oder Lebensgeschichten aller Heiligen, Seligen, etc., etc. aller Orte und aller Jahrhunderte... 5. Band: Q-Z. Augsburg: B. Schmid’sche Verlagsbuchhandlung, 1882.
- Charles G. Herbermann (redakcja): The Catholic Encyclopedia. 1907-1912.
- Joachim Schäfer (redakcja): Ökumenisches Heiligenlexikon.